# 滕帕 (愛沙尼亞)
滕帕，是愛沙尼亞希烏縣希乌马市镇内的村庄，位於該國西北部，曾是前皮哈萊帕市镇的行政中心，處於希烏馬島，距離凱爾德拉13公里，2011年該村庄人口19。
58°56′N 22°55′E / 58.933°N 22.917°E